# 마을금고 연쇄습격사건
"마을금고 연쇄습격사건"은 2007년에 개봉한 대한민국의 영화이다.

## 줄거리
살면서 이제껏 나쁜 짓 한 번 한적 없는 배기로(이문식 분)는 아픈 딸을 살리기 위해 은행을 털기로 결심 한다.
그러나 배기로의 무모한 은행털기는 어설프기 짝이 없고, 잠시 후 진짜 은행강도가 들이닥치며 상황은 점점 꼬여만 간다.

## 캐스팅
- 백윤식 : 구 반장 역
- 이문식 : 배기로 역
- 박효준 : 만수 역
- 김유정 : 배연희 역
- 우현 : 오 과장 역
- 김상호 : 생수배달원 역
- 안미나 : 미쓰 리 역
- 전성애 : 복부인 역
- 김승민 : 남 대리 역
- 라미란 : 미쎄스 봉 역
- 유선희 : 순심 역
- 김병춘 : 이 반장 역
- 도윤주 : 서장 역
- 한재영 : 강 형사 역
- 최령 : 김 형사 역
- 김성태 : 내사 1 역
- 도승지 : 내사 2 역
- 장원영 : 송지만 사장 역
- 심우창 : 김 이사장 역
- 김해곤 : 전무 역
- 민경진 : 조 사장 역
- 이한수 : 주인 장씨 역
- 손진호 : 담당의사 역
- 하성광 : 이 기자 역
- 김학선 : 형사 1 역
- 도균 : 경찰 2 역
- 김수남 : 변 형사 역
- 이정우 : 메가폰 경찰 역
- 조재룡 : 방탄복 뺏기는 경찰 역
- 이정학 : 불법안마소 사장 역
- 김연수 : 다방 레지 역
- 정경호 : 우상 역 (특별출연)
- 김재우 : 건달 1 역 (특별출연)
- 김경욱 : 건달 2 역 (특별출연)
- 김태환 : 사채직원 역 (특별출연)
- 손창민 : 유니세프 홍보대사 역 (특별출연)